# Appendicula hexandra
Appendicula hexandra là một loài thực vật có hoa trong họ Lan. Loài này được (J.König) J.J.Sm. mô tả khoa học đầu tiên năm 1932.